# Frondipedia charma
Frondipedia charma är en skalbaggsart som beskrevs av Martins och Dilma Solange Napp 1984. Frondipedia charma ingår i släktet Frondipedia och familjen långhorningar. Inga underarter finns listade i Catalogue of Life.